# Rörtjärnen (Arjeplogs socken, Lappland, 736210-156304)
Rörtjärnen är en sjö i Arjeplogs kommun i Lappland och ingår i Skellefteälvens huvudavrinningsområde.